# 那須皓
那須 皓（なす しろし、1888年6月11日 - 1984年3月29日）は、大正・昭和期の農学者（農学博士）。専攻は農業経済学及び農政研究。

## 経歴
1888年、東京市本郷区（のち東京都文京区）生まれ。府立四中、一高を経て、1911年に東京帝国大学農科大学（のち東京大学農学部）を卒業後、1917年に助教授、1922年には教授となる。「日本農業経済学会」を結成して農業経済学の日本における普及を図る一方、農林省の石黒忠篤と親交が深く、頻発する小作争議や農村の貧困問題の解決などの研究を行い、後に農林大臣となり「農政の神様」と称されるようになった石黒の側近・ブレーンとして活躍した。また、軍部の台頭に危惧を抱いて、アジア太平洋地域との平和的な交流に尽力した。
1937年には石黒・加藤完治・橋本伝左衛門（京都帝大教授）らとともに「満蒙開拓青少年義勇軍編成に関する意見書」を政府諸官庁に提出、国内農業問題解決のための満蒙開拓移民の推進役となった。1940年から華北政務委員会の嘱託に応じ、北京大学農学院名誉教授を兼職。
戦後、一時公職追放となるが、後に復帰すると吉田茂元首相の要請を受けて、1957年駐インド兼ネパール大使となり、農業を中心とした交流強化に努める。インドでライ病の深刻さを目の当たりにして帰国後に「アジア救ライ協会」を組織して初代理事長となった。1963年に国連食糧農業機関の総会議長に就任するなど、日本と海外との交流に尽くした。

## 受賞・栄典
- 1965年：勲二等旭日重光章を授与された（勲二等瑞宝章はそれより以前に受章済）
- 1967年：マグサイサイ賞受賞。日本人3人目の受賞。

## 著書
- 『農業問題と社会思想』岩波書店、1931年。NCID BN07789699
- 『公正なる小作料』岩波書店、1925年。NCID BN08250459

など